# Jeórjiosz Valakákisz
Jeórjiosz Valakákisz (görög nyelv: Γεώργιος Βαλακάκης ) (? – ?) görög vívó, olimpikon.
A legelső újkori nyári olimpián, az 1896. évi nyári olimpiai játékokon, Athénban indult vívásban, egy versenyszámban: tőrvívásban 7. helyezett lett.
Legközelebb olimpián csak a szintén Athénban rendezett 1906. évi nyári olimpiai játékokon indult egy vívószámban. Csapat párbajvívásban a 4. lettek. Ezt az olimpiát később az Nemzetközi Olimpiai Bizottság nem hivatalossá nyilvánította.